# Alerte au Deuxième Bureau
Pour les articles homonymes, voir Deuxième Bureau.
Pour plus de détails, voir Fiche technique et Distribution.
Alerte au Deuxième Bureau est un film d'espionnage français réalisé et coécrit par Jean Stelli et sorti en 1956.

## Synopsis
Le capitaine Thierry, qui travaille pour le Deuxième Bureau, mène des investigations sur le vol de documents ultra-sensibles appartenant au professeur Verdier. Ce scientifique a découvert un moyen de paralyser les réseaux électriques des armées ennemies mais son inventions a été volé par un gang de criminel.

## Fiche technique
Source : IMDb, sauf mention contraire
- Titre : Alerte au Deuxième Bureau
- Réalisateur : Jean Stelli
- Scénariste : Jean Stelli et Jean Kerchner
- Production : Michel Kagansky, Jacques Lebaudy, Evrard de Rouvre
- Musique du film : Marcel Landowski
- Directeur de la photographie : Marc Fossard
- Montage : Jean-Charles Dudrumet
- Création des décors : Daniel Guéret
- Société(s) de production : C.F.C. Films, Général Productions et Véga Films
- Format :  Noir et blanc - 1,37:1 - 35 mm - Son mono
- Pays de production : France
- Genre : Film dramatique
- Durée : 86 minutes
- Date de sortie :	
  - France : 16 novembre 1956

## Distribution
- Franck Villard : le capitaine Thierry, un agent du Deuxième Bureau
- Geneviève Kervine : Martine Duverger
- Jean Tissier : Edgar Clément
- Christian Barbier : le professeur Verdier, un chercheur qui a découvert le moyen de paralyser le cerveau électronique d'éventuels agresseurs
- Marc Cassot : l'inspecteur Lombard
- Martine Sarcey : Hélène
- Gérard Buhr : Battini
- Paul Amiot : Morel
- Jacques Eyser
- René Clermont
- Albert Dinan
- Jacques Morlaine
- Hugues Wanner
- Alfred Goulin
- Fernand Rauzena
- Albert Médina
- Jacky Blanchot
- Lucien Desagneaux
- Georges Montant
- Michel Beaufort
- Marguerite Ducouret
- Jack Ary
- Robert Charlet
- Jean Berger
- Jacques Ory